# Comté de Grant (Wisconsin)
Pour les articles homonymes, voir Comté de Grant.
Le comté de Grant est un comté situé dans l'État du Wisconsin, aux États-Unis. Son siège est Lancaster. Selon le recensement de 2000, sa population était de 49 597 habitants.

## Municipalités du comté
- Cassville (ville),
- Cassville (village),